# 新達維德科沃
48°26′33″N 22°37′14″E / 48.44250°N 22.62056°E
新達維德科沃（羅馬化：Nove Davydkovo）是位於烏克蘭西部外喀爾巴阡州的穆卡切沃區的村莊，始建於1400年，面積3.86平方公里，海拔高度115米，2001年人口4,006，人口密度每平方公里100人。